# 小田切直刻
小田切 直刻（おだぎり なおとき）は、江戸時代中期の武士。江戸幕府旗本。

## 経歴
小田切直利の四男として生まれ、のち直利の長男小田切直広の養子となる。正徳元年7月26日（1711年9月8日）徳川家宣に拝謁し、享保18年11月6日（1733年12月11日）家督を相続した。元文3年9月1日（1738年10月13日）死去した。